# Dynastie
Dynastie (altgriechisch δυνάστης dynástēs „Herrscher“) bezeichnet eine erbliche Geschlechterabfolge von Herrschern und ihren Familien und wird heute auch allgemein für Großfamilien gebraucht (Familiendynastie). Ursprünglich beschreibt man damit ein Herrschergeschlecht, dem es gelungen ist, über einen längeren Zeitraum durch Macht-, Wirtschafts- und Heiratspolitik, Diplomatie und Intrigen, sowie letztlich einer gelungenen Erbfolge eine kontinuierliche Besetzung der höchsten Fürstenwürde ihres Landes zu garantieren.
Bei der Namensgebung einer Dynastie bezieht man sich meist auf den Familiennamen (Wasa), den Stammsitz (Hohenzollern) oder den Begründer eines Herrschergeschlechts durch dessen Eigennamen (Karolinger).
Bei der Bezeichnung spricht man entweder vom Haus, zum Beispiel Haus Bourbon, da sich in der deutschen Historiografie die Bezeichnung Hausordnung für das politische Testament eines Herrschers im Mittelalter (vergleiche Ottonen) durchgesetzt hat, oder im Plural zum Beispiel von den Bourbonen. Beide Begriffe werden synonym verwendet. Im Regelfall spricht man von einer Dynastie erst ab einer Anzahl von drei nacheinander folgenden Herrschern beziehungsweise Herrscherinnen, wobei in der Geschichte meist der erstgeborene männliche Nachkomme zum Nachfolger des Dynasten berufen wurde.
Es folgen zwei Listen:
- Liste nach Ländern oder Regionen geordnet
- Liste alphabetisch nach Namen geordnet mit Erläuterungen

## Liste nach Ländern oder Regionen geordnet

### Afghanistan
Ghilzai, Durrani, Baraksai

### Ägypten
Prädynastik, Frühdynastische Periode, Bahri-Dynastie, Burdschi-Dynastie, Dynastie des Muhammad Ali

### Arabien
Umayyaden, Abbasiden, Ayyubiden
Saudi-Arabien (Saudi-Dynastie).

### Armenien (Hayassa, Nairi, Ararat/Urartu, Hayastan)
Haykazuni, Urartu-Dynastie, Orontiden (Jerwanduni), Artaxiden (Artashesyan), Arsakiden (Arschakuni), Bagratiden (Bagratuni), Arzruni, Rubeniden, Hethumiden, Lusignan

### Äthiopien
Zagwe-Dynastie, Salomonische Dynastie

### Bayern
Agilolfinger, Wittelsbacher, Luitpoldinger

### Belgien
Haus Sachsen-Coburg und Gotha

### Bosnien
Boričević (1154–1163), Kulinić (1180–1250), Kotromanić (1250–1461), Berislavić (1463–1526)

### Bulgarien
Haus Dulo, Haus Krum, Haus Komitopuli, Haus Assen, Haus Terter, Haus Schischman, Haus Sachsen-Coburg und Gotha

### Oströmisches bzw. Byzantinisches Reich
Theodosianische Dynastie, Justinianische Dynastie, Syrische Dynastie, Herakleische Dynastie, Makedonische Dynastie, Komnenen, Angeloi, Laskariden, Palaiologen

### Dänemark
Haus Jelling, Haus Estridsson, Haus Oldenburg

### Heiliges Römisches Reich
Askanier, Babenberger, Billunger, Habsburger, Haus Hanau, Haus Hessen, Haus Nassau, Hohenzollern, Konradiner, Ludowinger, Luxemburger, Ottonen, Přemysliden, Salier, Salm, Spanheimer, Staufer (Hohenstaufen), Welfen, Haus Wettin, Wittelsbacher, Haus Württemberg, Zähringer, Haus Mecklenburg, Haus Oldenburg

### Fränkisches Reich
Merowinger, Pippiniden, Arnulfinger, Hugobertiner, Karolinger, Buviniden, Bosoniden, Burchardinger, Popponen, Ramnulfiden, Welfen, Widonen, Robertiner, Rorgoniden, Matfriede, Wilhelmiden, Haus Burgund-Ivrea

### Frankreich
Karolinger, Kapetinger, Valois, Bourbonen, Bonaparte, Toulouse

### Griechenland
Wittelsbach, Haus Oldenburg
Drei Familien sind „Polit-Dynastien“:
- die Familie Papandreou, darunter
  - Andreas Papandreou (1919–1996), Ministerpräsident 1981–1989 und 1993–1996
  - Georgios Papandreou (1888–1968), Ministerpräsident 1944–1945 und 1964–1965
  - Giorgos A. Papandreou (* 1952), Ministerpräsident 2009–2011

- die Familie Karamanlis, darunter
  - Konstantinos Karamanlis, griechischer Ministerpräsident von 1955 bis 1963 und von 1974 bis 1980 sowie Staatspräsident 1980–1985 und 1990–1995
  - Konstantinos „Kostas“ Karamanlis, griechischer Ministerpräsident von 2004 bis 2009

- und der Clan Venizelos/Mitsotakis[1]

### Großbritannien
Haus Wessex, Haus Jelling, Haus Plantagenet, Haus Lancaster, Haus York, Haus Tudor, Haus Stuart, Haus Hannover, Haus Windsor (vormals Haus Sachsen-Coburg und Gotha)

### Indien

#### Frühe und Hinduistische Großreiche
- Chandragupta Maurya – Dynastie im antiken Maurya-Reich
- Kuschana-Dynastie im antiken Kuschana-Reich
- Gupta-Dynastie im Gupta-Reich

#### Sultane von Delhi
1. Sklavendynastie (1206–1290); Türken
2. Khilji-Dynastie (Khalji-Dynastie) (1290–1320); Türken
3. Tughluq-Dynastie (1320–1413); Türken
4. Lodi-Dynastie; Paschtunen
5. Sayyid (Syed) Dynastie (1414–1451); Araber
6. Lodi-Dynastie (1451–1526); Paschtunen
7. Suriden (1540–1555); Paschtunen

#### Mogulreich
(1526–1858) Titel: Mogul, Großmogul, Mogulkaiser oder Schah
Die Dynastie stammt aus der Dschingisiden-Dynastie mit den Großmogulen unter anderen von Babur, Humayun, Akbar, Jahangir, Shah Jahan, Aurangzeb, Bahadur Shah I., Muhammad Shah, Shah Alam II.

#### Rajasthan
(Königssöhne)
Die vier bekanntesten Rajputen-Dynastien im Mittelalter waren die Pratiharas, Chauhan-Dynastie, Solankis (Caulukyas) und Paramaras.
Die Dynastien einzelner Staaten mit einem Maharadscha oder Maharana siehe unter anderem bei: Bikaner, Bundi, Jaipur, Marwar, Mewar.

### Iran
Achämeniden, Arsakiden, Sassaniden, Seleukiden, Karachaniden, Kara Kitai, Kayaniden Anuschteginiden, Saffariden, Samaniden, Buyiden, Ziyariden, Ghaznawiden, Timuriden, Safawiden, Tahiriden, Hotaki-Dynastie, Afschariden, Zand-Dynastie, Kadscharen, Pahlavi

### Israel
Hasmonäer, Herodianer

### Italien
Italia, auch römisches Italien, war das Kernland des Römischen Reiches.
- Dynastien römischer Kaiser

Dynastien vom Frühmittelalter bis zur Italienische Republik 1946.
- Amaler Dynastie (493–553 n. Chr.) – Ostgotenreich
- Lethinger Dynastie (Letingi) (ca. 5. Jahrhundert n. Chr.–546)
- Gausische Dynastie (Gausi) (546–572 n. Chr.)
- Harodingische Dynastie (Arodingi) (636–653 n. Chr.)
- Beneventaner-Dynastie (662–671 n. Chr.)
- Haus Bonifatius (812–931 n. Chr.)
- Anatolische Dynastie (839–866 n. Chr.)
- Haus Capua (840–866 n. Chr., 871–1058 n. Chr.)
- Haus Spoleto (866–871 n. Chr.)
- Docibilan-Dynastie (866–1032 n. Chr.)
- Haus Boso (931–1001 n. Chr.)
- Aleramici (933–1305)
- Haus des Musco Comite (958–1039 n. Chr., 1052–1073 n. Chr.)
- Haus Hucpold (1004–1011 n. Chr.)
- Haus von Canossa (Casa di Canossa) (1027–1115 n. Chr.)
- Salier-Dynastie (Dinastia salica) (1027–1125 n. Chr.)
- Haus Salerno (1038–1052 n. Chr.)
- Süpplingenburg-Dynastie (1125–1137 n. Chr.)
- Hauteville (Altavilla) (1071–1198 n. Chr.)
- Hohenstaufen (1128–1266 n. Chr.)
- Visconti von Pisa und Sardinien (Visconti di Pisa) (1207–1308 n. Chr.)
- Haus der Welfen (Welfen) (n. Chr. 1208–1212)
- Haus Este (Casa d'Este) (1240–1796 n. Chr.)
- Kapetinger-Dynastie (Capetingi) (1266–1442 n. Chr., 1499–1512 n. Chr., 1515–1521 n. Chr., 1700–1713 n. Chr., 1731–1861 n. Chr.)
- Kapetianisches Haus von Anjou (Angioini) (1266–1390 n. Chr., 1399–1435 n. Chr.)
- Haus Valois (Casa di Valois) (1382–1434 n. Chr., 1435–1442 n. Chr., 1499–1512 n. Chr., 1515–1521 n. Chr.)
- Haus von Valois-Anjou (Casa di Valois-Angiò) (1382–1434 n. Chr., n. Chr. 1435–1442)
- Haus Valois-Orléans (Dinastia Valois-Orléans) (1499–1512 n. Chr.)
- Haus Valois-Angoulême (Dinastia Valois-Angoulême) (1515–1521 n. Chr.)
- Haus Bourbon-Anjou (1700–1713 n. Chr., 1734–1816 n. Chr.)
- Haus Bourbon-Parma (Borbone di Parma) (1731–1735 n. Chr., 1748–1807 n. Chr., 1847–1859 n. Chr.)
- Haus Bourbon-Sizilien (Borbone delle Due Sicilie) (1735–1861 n. Chr.)
- Haus Wittelsbach (Casato di Wittelsbach) (1327–1347 n. Chr.)
- Haus Gonzaga (n. Chr. 1328–1708)
- Familie Albizzi (1382–1434 n. Chr.)
- Visconti von Mailand (1395–1447 n. Chr.)
- Haus der Medici (1434–1494 n. Chr., 1512–1737 n. Chr.)
- Haus Habsburg (Casa d'Asburgo) (1437–1780 n. Chr.)
- Haus Habsburg-Lothringen (Asburgo-Lorena) (1737–1801 n. Chr., 1814–1860 n. Chr., 1780–1796 n. Chr.)
- Haus Montefeltro (1443–1518 n. Chr.)
- Haus der Sforza (Famiglia Sforza) (1450–1499 n. Chr., 1513–1515 n. Chr., 1522–1535 n. Chr.)
- Haus von Della Rovere (n. Chr. 1508–1623)
- Haus Farnese (1545–1731 n. Chr.)
- Haus Guise (Casa di Guisa) (1647–1648 n. Chr.)
- Haus Bonaparte (1805–1814 n. Chr.)
- Haus von Murat (Casa Murat) (1808–1815 n. Chr.)
- Haus Savoyen (Casa Savoia) (1713–1720 n. Chr., 1762–1799 n. Chr., 1831–1946 n. Chr.)
- Haus Savoy-Carignano (1831–1946 n. Chr.)

### Japan
Japanisches Kaiserhaus bzw. Yamato-Dynastie (offiziell ab 660 v. Chr., faktisch min. 5. Jahrhundert bis heute)
mächtige Adelsfamilien:
- Fujiwara: Regenten (Sesshō bzw. Kampaku) für die Kaiser 858–1179, bzw. mit den Linien Konoe, Takatsukasa, Kujō, Nijō und Ichijō bis 1868
- Taira
- Minamoto: Shōgune 1192–1333
- Ashikaga: Shōgune 1338–1573
- Tokugawa: Shōgune 1603–1867
- Hōjō: Regenten (Shikken) für die Shōgune 1203–1333

### Jordanien
Haschimiten

### Korea
Goryeo, Joseon

### Kroatien
Trpimirović, Zrinski und Frankopan

### Liechtenstein
Liste der Fürsten von Liechtenstein

### Luxemburg
Wigeriche, Luxemburger, Oranien-Nassau, Nassau-Weilburg

### Marokko
Idrisiden, Almoraviden, Almohaden, Meriniden, Saadier, Alawiden

### Monaco
Grimaldi

### Niederlande
Haus Oranien-Nassau (Oranje-Nassau)

### Nordkorea
Kim-Dynastie

### Norwegen
Haus Oldenburg

### Oman
Yaruba-Dynastie, Bū-Saʿīd-Dynastie

### Österreich
Eppensteiner, Traungauer, Meinhardiner, Babenberger, Habsburger

### Polen
Piasten, Jagiellonen, Přemysliden, Haus Wasa, Haus Wettin

### Pommerellen
Samboriden

### Portugal
Burgunder, Haus Avis, Habsburg, Haus Braganza, Haus Sachsen-Coburg und Gotha

### Preußen
Hohenzollern

### Römisches Reich
Julier-Claudier, Flavier, Adoptivkaiser (mit den Antoninen), Severer, Constantinier (2. flavische Dynastie), Theodosianische Dynastie

### Rumänien
Hohenzollern-Sigmaringen, davor stellten in der Moldau und Walachei meist gewisse einflussreiche Familien den Fürsten, etwa die Bojarendynastien der Basarab, Brâncoveanu, Cantemir und Movilă, sowie die phanariotisch-griechischen Familien der Cantacuzinos, Ypsilantis und Mavrokordatos.

### Russland
Rurikiden, Godunow, Romanow

### Saudi-Arabien
Saudi-Dynastie
Siehe auch oben unter Arabien.

### Schweden
Ynglinger, Folkunger, Wasa, Wittelsbach, Schleswig-Holstein-Gottorf, Bernadotte

### Serbien
Nemanjić, Karađorđević, Obrenović

### Spanien
Für Gebiete: Westgoten/Haus Pelayo, Haus Barcelona (Aragon), Galíndez (Aragon), Haus Kastilien (Kastilien), Haus Asturien (Leon, Galicien), Haus Burgund-Ivrea (Galicien, Kastilien, Leon), Haus Jiménez (Galicien, Kastilien, Leon), Haus Trastámara (Kastilien und León, Aragón), Haus Navarra (Navarra)
Für ganz Spanien Habsburger, Haus Bourbon, Bonaparte, Haus Savoyen

### Thailand
Chakri-Dynastie

### Tschechien
Přemysliden, Jagiellonen, Habsburger, Luxemburger

### Türkei
Germiyanen, Karamanen, Seldschuken, Osmanen

### Ungarn
Árpáden, Anjou, Jagiellonen, Habsburger

### USA
Die Familien Adams, Roosevelt, Kennedy, Bush, Ford, Astor, Rockefeller, Harrison, Hampton, Morgan, Trump

### Vietnam
- Hồng-Bàng-Dynastie (2919–258 v. Chr.)
- Thục-Dynastie (257–207 v. Chr.)
- Triệu-Dynastie (207–111 v. Chr.)
- Han-Dynastie (Chinesisch) (111 v. Chr.–39 n. Chr. und 43–220 n. Chr.)
- Trưng-Schwestern (40–43)
- (östliche) Wu-Dynastie (Chinesisch) (229–280)
- Jin-Dynastie (Chinesisch) (280–420)
- Südliche Qi-Dynastie (Chinesisch) (479–502)
- Liang-Dynastie (Chinesisch) (502–544)
- Frühe Lý-Dynastie (544–602)
- Sui-Dynastie (Chinesisch) (602–618)
- Tang-Dynastie (Chinesisch) (618–905)
- Khúc-Familie (906–930)
- Ngô-Dynastie (939–967)
- Đinh-Dynastie (968–980)
- Frühe Lê-Dynastie (980–1009)
- Lý-Dynastie (1009–1225)
- Trần-Dynastie (1225–1400)
- Hồ-Dynastie (1400–1407)
- Spätere Trần-Dynastie (1407–1413)
- Ming-Dynastie (Chinesisch) (1414–1427)
- Spätere Lê-Dynastie (1428–1527 und 1533–1788)
- Mạc-Dynastie (1527–1677)
- Trịnh-Lords (1545–1787)
- Nguyễn-Fürsten (1558–1777)
- Tây-Sơn-Dynastie (1778–1802)
- Nguyễn-Dynastie (1802–1945)

## Liste alphabetisch geordnet
Die Liste der Dynastien mit Erläuterungen zum Namen und zur Geschichte ist alphabetisch geordnet.

### Abbasiden
Die Abbasiden folgten der ersten muslimischen Dynastie der Umayyaden 750 und übernahmen das Kalifat. Benannt ist die Dynastie nach dem Onkel des Propheten Muhammed namens Abbas.

### Achämeniden
Die Achämeniden waren eine altpersische Dynastie, die auf den sagenhaften Herrscher Achaimenes (um 705–675 v. Chr.) zurückgeführt wird, unter Kyros II. um 550 das Mederreich ablöste und seinerseits von Alexander dem Großen vernichtet wurde.

### Afschariden
Die Afschariden waren eine turkmenische Dynastie, die von 1736 bis 1796 in Persien (dem heutigen Iran und Afghanistan) regierte. Benannt sind sie nach dem oghusischen Stamm der Afschar.

### Aghlabiden
Die Aghlabiden waren eine arabische Dynastie, die von 800 bis 909 in Ifriqiya regierte. Um der Anarchie in der Provinz Ifrīqiya/Tunesien nach dem Sturz der Muhallabiden gegen Ende des 8. Jahrhunderts entgegenzuwirken, ernannte Kalif Hārūn ar-Raschīd Ibrahim I. ibn al-Aghlab zum erblichen Emir.

### Agilolfinger
Die Agilolfinger waren die erste bayerische Herzogsdynastie. Sie regierten vom 6. bis zum Ende des 8. Jahrhunderts. Als Stammvater der Agilolfinger gilt Agilulf, dessen Lebensdaten nicht bekannt sind. Garibald I. ist der erste historisch greifbare Herzog aus der Familie.

### Alawiden
Die Alawiden führten ihre Abstammung auf al-Hasan ibn ʿAlī, den Enkel des Propheten Muhammad zurück. Sie kamen Ende des 13. Jahrhunderts aus dem Hedschas nach Marokko.

### Almohaden
Die Almohaden waren eine Berber-Dynastie (1147–1269) im Maghreb und im spanischen Andalusien.

### Almoraviden
Die Almoraviden waren eine Berberdynastie in Marokko, Algerien und Andalusien in der Zeit von 1046 bis 1147.

### Anjou
Das englische Königshaus Anjou-Plantagenêt geht zurück auf Gottfried V., Graf von Anjou. Anjou ist der Name der Grafschaft (ca. 880), eines Herzogtums (1360) und einer Provinz Frankreichs mit dem Zentrum Angers im unteren Loiretal mit 8.975 km². und entspricht im Wesentlichen dem heutigen Département Maine-et-Loire.

### Anuschteginiden
Die muslimischen, türkischstämmigen Anuschteginiden waren die letzte Dynastie der Choresm-Schahs (1077–1231). Bevor ihr Reich (mit der Hauptstadt Gurgandsch) im Mongolensturm vernichtet wurde, umfasste es unter Sultan Muhammad II. nicht nur Choresmien, sondern fast ganz Iran, Transoxanien und das heutige Afghanistan.

### Arnulfinger
Die Arnulfinger sind die Nachkommen von Bischof Arnulf von Metz (582–640). Sie sind, zusammen mit den Pippiniden, eine der dynastischen Linien die zu Karl Martell (688–741) und den Karolingern führten. Sie waren Bischöfe und Hausmeier im merowingischen Reich der Franken.
Arnulf von Metz wurde später heiliggesprochen.

### Árpáden

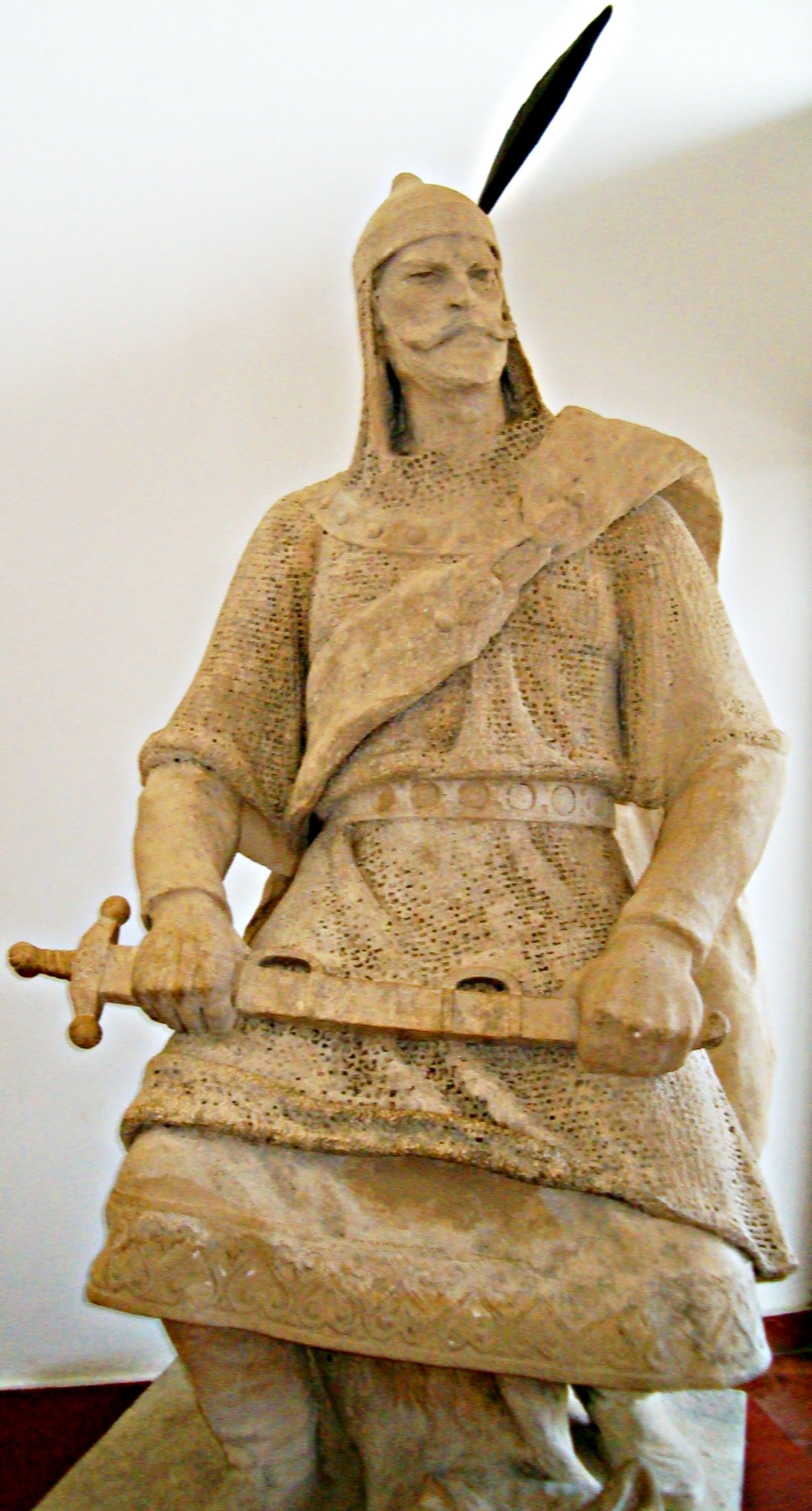
Großfürst Árpád

Die Árpáden waren die erste Herrscherdynastie Ungarns, deren Angehörige das Land von 1001 bis 1301 als Könige regierten. Ihr Name geht auf den ersten ungarischen Großfürsten Árpád († 907) zurück. Er vereinigte von 890 an die Stämme der Magyaren, die damals am Unterlauf der Donau siedelten. Unter seiner Herrschaft begann 896 die Landnahme der Ungarn im Karpatenbogen.

### Arsakiden
Arsakiden ist der Name der vom Parther Arsakes I. begründeten Dynastie, die ab 240 v. Chr. mit der Unterwerfung Persiens begann. Sie herrschten bis 224 n. Chr. und wurden von den Sasaniden bezwungen und in Iran abgelöst. In Armenien regierten sie bis 428 n. Chr. und führten dort das Christentum ein.

### Assen
Das Haus Assen war von 1186 bis 1330 eine bulgarische Herrschaftsfamilie. Ihre Angehörige wurden auch Asseniden, Asseniter oder Asanes genannt. Die Herkunft der Dynastie Assen, vermutlich walachisch als auch kumanisch, ist umstritten. Begründer der Dynastie war 1185/1186 der Bojar Assen, dem seine Söhne Iwan Assen I. und Theodor Peter IV. Assen folgten. Die Bulgarischen Zaren trugen öfter den Beinamen Assen.

### Askanier
Die Askanier sind ein schwäbisch-fränkisches Fürstengeschlecht. Der Name leitet sich von Ascharia, ihrem Sitz in Aschersleben, ab.
Sie waren seit dem 10. Jahrhundert im östlichen Sachsen ansässig und herrschten als Grafen zu Weimar bzw. Weimar-Orlamünde, Grafen zu Orlamünde, als Herzöge von Sachsen (1112–1296), Herzöge und Kurfürsten zu Sachsen-Wittenberg (1296–1422), Herzöge zu Sachsen-Lauenburg (1296–1689), Markgrafen von Brandenburg (1150–1320), Fürsten und Herzöge zu Anhalt (1160–1252) und der vielen geteilten Herzogtümer (1252–1918).

### Avis
1383 starb mit König Ferdinand I. die Dynastie der portugiesischen Burgunderherrscher in direkter männlicher Linie aus. Da der König keinen Sohn hatte, sollte Portugal über seine Erbtochter, die mit dem König von Kastilien verheiratet war, an Kastilien fallen. In der Revolution von 1383 begehrte das Land gegen den Anschluss an Kastilien auf. Johann von Avis, ein illegitimer Halbbruder Ferdinands I., setzte sich an die Spitze des Aufstands. Er konnte Kastilien in der Schlacht von Aljubarrota eine entscheidende Niederlage beibringen und wurde schließlich von den portugiesischen Cortes (dem Adelsparlament) als Johann I. zum König erhoben.

### Ayyubiden
Die Ayyubiden waren eine Islamisch-Kurdische Dynastie, die von 1171 bis 1252 im vorderen Orient (Ägypten, Palästina, Libanon, Syrien, Ost-Arabien) herrschte. Berühmtester Herrscher war Saladin. Die Dynastie ist nach Saladins Vater Nadschmuddin Ayyub benannt.

### Babenberger
Die Babenberger stammen ursprünglich aus Bamberg in Franken, welches jetzt ein Teil von Bayern ist. Sie herrschten von 976 bis 1246 – vor dem Aufstieg des Hauses Habsburg – als Markgrafen und Herzöge in Österreich.
Der Name „Babenberger“ sowie die Ableitung aus Franken stammt vom Geschichtsschreiber Otto von Freising, der selbst ein Angehöriger dieser Familie war. Alle Beinamen der Babenberger gehen auf Ladislaus Sunthaym zurück, der sie in seiner Genealogie der Babenberger gegen Ende des 15. Jahrhunderts erfunden bzw. zugeordnet hat. Keiner der Babenberger hatte seinen Beinamen schon zu Lebzeiten.
Die fränkischen oder älteren Babenbergern waren die Popponen (siehe dort).

### Bagratiden
Die Bagratiden waren georgische und armenische Herrscherdynastien. Die armenische Linie hatte von 885–1045 die Königswürde, die georgische von 809–1810. Der Ursprung der Bagratiden ist umstritten und durch Legenden umwoben.
Bagatades, ein Militärkommandeur unter Tigranes II. († um 55 v. Chr.) war vermutlich der erste Bekannte aus der Großfamilie der Bagratiden.

### Bahri-Dynastie
Die Bahri-Dynastie stellte von 1279 bis 1382 die Sultane der türkischen Mamluken in Ägypten. Begründer der Dynastie war Sultan Qalawun.

### Baraksai
Die Baraksai (auch Mohammadsai genannt) waren eine paschtunische Dynastie in Afghanistan von 1826 bis 1973. Baraksai ist ein Stammesname der Paschtunen, aus deren Reihen die Wesire kamen, bis sich Dost Mohammed (1826–1863) durchsetzte und als Schah (bzw. König) herrschte und seine Dynastie begründete.

### Bernadotte
Bernadotte ist der Name des regierenden Geschlechtes des Königreichs Schweden. Das ursprünglich bürgerliche Geschlecht stammt aus der Stadt Pau im Südwesten Frankreichs im alten Königreich Navarra. 1810 wurde Karl XIV. Johann, Marschall von Frankreich und napoleonischer Herzog von Ponte Corvo, vom letzten König aus dem Hause Holstein-Gottorp, Karl XIII., adoptiert und nach dessen Ableben als Karl XIV. Johann zum König von Schweden gekrönt. Somit löste er das Geschlecht Schleswig-Holstein-Gottorf ab.

### Billunger
Die Billunger waren ein sächsisches Adelsgeschlecht aus dem frühen Mittelalter (ab 811 bis um 1106). So war Namensgeber Wichmann Billung Graf im Hamaland.
Hermann Billung (900/912–973) war in der Mark der Billunger Markgraf im Herzogtum Sachsen. Letzter Billunger war der Herzog von Sachsen Magnus (1045–1106).

### Bourbonen
Bourbonen ist der Name eines alten französischen Geschlechts, das sich nach dem Schloss Bourbon in der alten Landschaft Bourbonnais (Castrum Borboniense, jetzt Bourbon l’Archambault) nannte.
Die Dynastie teilt sich im Laufe der Jahrhunderte in mehrere Unterlinien auf. Aus dem Haus kamen die Herzöge von Bourbon (1327–1830), 8 Könige von Frankreich (1589–1848), 11 Könige von Spanien (ab 1700), 6 Herzöge von Parma (1731–1860), 6 Könige von Neapel und Sizilien (Königreich Neapel und Königreich beider Sizilien, 1734–1861) und 2 Könige von Etrurien (Toskana) (1801–1807).

### Haus Braganza
Das Haus Braganza (in portugiesischer Schreibweise Bragança) ist eine portugiesische Adelsfamilie, eine illegitime Nebenlinie des Hauses Avis, die von 1640 bis 1853 die Könige von Portugal und von 1822 bis 1889 auch die Kaiser von Brasilien stellte. Benannt ist die Familie nach der Stadt Braganza in Nordportugal.

### Burdschi-Dynastie
Die Burdschi-Dynastie stellte von 1382 bis 1517 die Sultane der tscherkessischen Mamluken (aus dem Kaukasus) in Ägypten. Gründer der Dynastie war Sultan Barqūq.

### Burgund

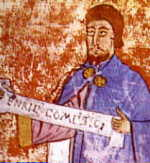
Heinrich von Burgund

Burgund war das erste portugiesische Königshaus und herrschte von 1093 bis 1383 über das Land. Da die meisten Könige aus dem Haus Burgund den Namen Alfonso (portugiesisch Afonso) trugen, wird es auch als Haus Afonsin bezeichnet. Die Burgunder-Könige Portugals stammen von einer jüngeren Linie der Herzöge von Burgund ab, die wiederum einer jüngeren Linie des französischen Königshauses der Kapetinger entsprungen sind. Erster Herrscher aus dem Haus Burgund war Heinrich von Burgund, der 1093 durch Heirat die Grafschaft Portugal erhält.

### Burgunder (in Portugal)
Die Burgunder (in Portugal) stellten das erste portugiesische Königshaus und herrschten von 1093 bis 1383. Der Name Burgunder leitet sich von dem germanischen Stamm der Burgunden ab, die einst das Gebiet des heute französischen Burgunds besiedelten. Später herrschte dort das Ältere Haus Burgund, eine Nebenlinie der französischen Kapetinger. Die portugiesischen Burgunder sind wiederum eine jüngere Seitenlinie dieses Hauses.

### Buyiden
Die Buyiden waren eine persisch-schiitische Dynastie, die aus Tabaristan (932–1062) im Norden des heutigen Iran stammt. Die Dynastie wurde von Abu Shudja Buyah (- 932) begründet, der seinen Aufstieg als Militärführer unter den Samaniden und Ziyariden begann.

### Chakri-Dynastie

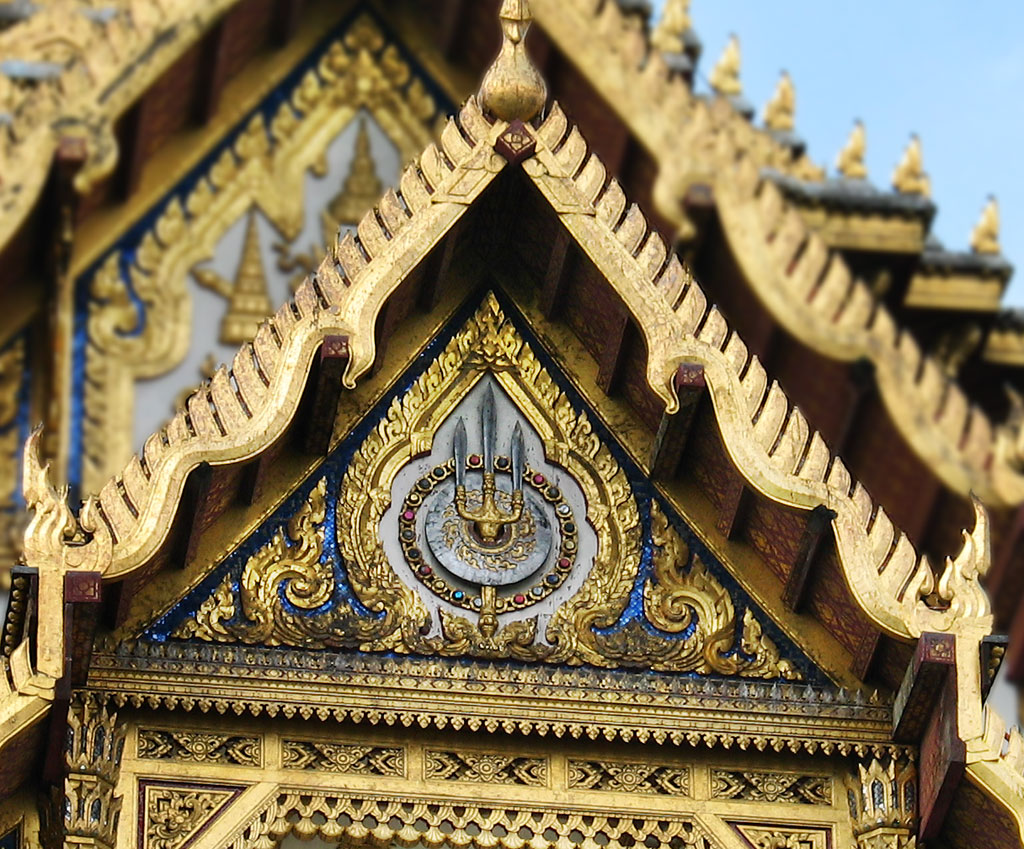
Symbol der Chakri-Dynastie in Bangkok

Die Chakri-Dynastie ist seit 1782 das Herrscherhaus Thailands und regierte zunächst in einer Absoluten Monarchie, seit 1932 in einer Konstitutionellen Monarchie.
Die Chakri-Dynastie wurde begründet durch den General Chao Phraya Chakri, der als König Rama I. (Phra Phutthayotfa Chulalok) als König erwählt wurde, nachdem der bis dahin herrschende König Taksin anscheinend dem Wahnsinn verfallen war.

### Durrani
Die Durrani (ehemals Abdali) sind ein paschtunischer Stamm und stellten von 1747 bis 1826 eine Herrscherdynastie in Afghanistan. Zuvor hatte der (ebenfalls paschtunische und mit den Durrani verfeindete) Stamm der Ghilzai 1722 Isfahan erobert und die Safawiden in Persien gestürzt. Von nun an trugen die Abdali den Namen Durrani, abgeleitet vom persischen „Durr-i Durrān“, „Perle der Perlen“, um die besondere Position des Stammes Abdali in der paschtunischen Gesellschaft hervorzuheben.

### Saudi-Dynastie
Die Saudi-Dynastie ist eine arabische Dynastie auf der Arabischen Halbinsel seit etwa 1735. Die Ursprünge der Saudi-Dynastie lassen sich bis ins 15. Jahrhundert zurückverfolgen. Muhammad ibn Saud (1735–1765) schloss 1744 in Diri`ya (heute ein Vorort von Riad) ein Bündnis mit Muhammad ibn ʿAbd al-Wahhāb, dem Begründer des Wahhabismus. Ibn Saud versprach, in seinem künftigen Reich die wahhabitische Interpretation von Koran und Sunna als alleingültige durchzusetzen, wohingegen ibn Abd al-Wahhab zusicherte, den Herrschaftsanspruch des saudischen Herrschers religiös zu legitimieren.

### Fatimiden
Die Fatimiden waren eine schiitisch-ismailitische Dynastie, die von 909 bis 1171 in Nordafrika und Syrien regierten. Nach der Spaltung der Muslime in Sunniten und Schiiten, wurden Letztere von Imamen geführt, welche Nachkommen von ʿAlī ibn Abī Tālib und seiner namensgebenden Frau Fātima, der vierten und jüngsten Tochter des Propheten Mohammed, waren.

### Flavier
Die Flavier waren ein römisches Herrschergeschlecht, das von 69 bis 96 n. Chr. drei römische Kaiser stellte: Vespasian, Titus und Domitian. Flavius (von lateinisch flavus „blond“) ist ein römischer Familienname.

### Folkunger
Folkunger ist ursprünglich eine Bezeichnung für die Anhänger des 1210 gefallenen Jarl Folke Birgersson und der Partei, die sich den Zentralisierungsbestrebungen des schwedischen Königtums widersetzte. In einem Aufstand 1229 besiegten sie den König Erik XI., der nach Dänemark floh. An seiner Stelle wurde Knut Långe zum König gewählt, aber nach dessen Tod im Jahre 1234 kehrte Erik Eriksson wieder nach Schweden zurück. Die Folkunger wurden schließlich in den Schlachten bei Sparresäter (1247) und Herrevadsbro (1251) vom Jarl Birger Magnusson besiegt.

### Frankopan
Frankopan ist der Name (Familienname) eines kroatischen Adelsgeschlechts aus dem 14. bis 19. Jahrhundert, das in Kroatien viele Bans gestellt hat. Fran Krsto Frankopan war das bekannteste Mitglied der Dynastie.

### Ghaznawiden
Die Ghaznawiden waren eine muslimische Dynastie in Chorassan und Nordindien (977–1186). Hauptstadt und Namensgeber der Dynastie war die Stadt Ghazna im heutigen Afghanistan.

### Grimaldi
Die Familie Grimaldi lässt sich bis auf den Genuesen Otto Canella (– ca. 1143) zurückverfolgen, der im Jahr 1133 Konsul von Genua war. Sein jüngster Sohn, Grimaldo Canella (– ca. 1184) gilt als Namensgeber für die Familie der Grimaldi. Dessen Sohn nennt sich Oberto Grimaldi (– ca. 1237) und wird auch als Vater der Grimaldi bezeichnet.

### Habsburg

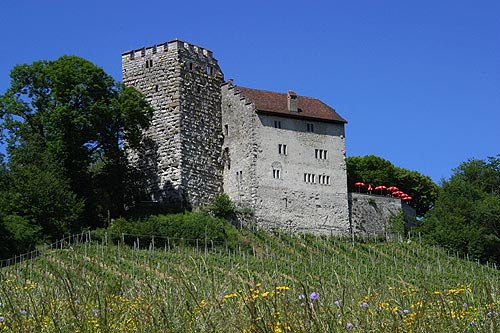
Habsburg

Die Habsburger waren eines der führenden Adelsgeschlechter in Europa. Mitglieder der Dynastie herrschten jahrhundertelang über Österreich, Böhmen und Ungarn. Von 1438 bis 1806 gehörten nahezu alle Kaiser des Heiligen Römischen Reichs Deutscher Nation dem Haus Habsburg an. Im 16. und 17. Jahrhundert herrschte das Geschlecht auch über die Königreiche Spanien und Portugal, im 18. und 19. Jahrhundert über das Großherzogtum Toskana und andere Teile Oberitaliens. Als Stammsitz des Geschlechts gilt die Habsburg im Kanton Aargau (Schweiz).

### Habsburg-Lothringen
Nachdem das Haus Habsburg 1740 mit dem Tode Karl VI. im Mannesstamm erloschen war, wurde es über seine Erbtochter Maria Theresia, die 1736 Franz I. Stephan von Lothringen geheiratet hatte, in weiblicher Linie als Haus Habsburg-Lothringen weitergeführt. Das Haus Habsburg-Lothringen stellte unter anderem die römisch-deutschen Kaiser, später die Kaiser von Österreich und Könige von Ungarn.

### Han-Dynastie
Die Han-Dynastie regierte das Kaiserreich China von 206 v. Chr. bis 220 n. Chr. Sie ist nach dem Han-Fluss benannt und nach ihr ist das Han-Volk benannt.

### Hanau

Wappen der Grafen von Hanau

Das Haus Hanau ist seit dem Ende des 12. Jahrhunderts nachweisbar und nennt sich nach der Wasserburg Hanau um die sich später die Stadt Hanau bildet. Im 13. und 14. Jahrhundert im Rhein-Main-Gebiet sehr erfolgreich und zu einer regionalen Macht aufgestiegen wird Reinhard II. 1429 in den Grafenstand erhoben. 1458 kommt es zu einer Landesteilung aus der die Linien Hanau-Münzenberg und Hanau-Lichtenberg entstehen. 1642 stirbt die Linie Hanau-Münzenberg aus und wird von Hanau-Lichtenberg beerbt. 1736 stirbt auch Hanau-Lichtenberg aus. Den Hanau-Lichtenberger Landesteil erben die Landgrafen von Hessen-Darmstadt als nächste Agnaten, den Hanau-Münzenberger Landesteil erben aufgrund eines Erbvertrages die Landgrafen von Hessen-Kassel.

### Hannover
Als Haus Hannover wird auch die Dynastie der Welfen bezeichnet. Die abgewandelte Bezeichnung erfolgte, als sich aus dem Fürstentum Calenberg 1692 das Kurfürstentum Braunschweig-Lüneburg bildete, das 1814 zum Königreich Hannover wurde. Das Königshaus Hannover regierte Großbritannien und Irland innerhalb von fünf Generationen in Personalunion.

### Haschimiten
Die Haschimiten (arabisch هاشمي) sind eine arabische Dynastie. Sie sind benannt nach Hāschim ibn ʿAbd al-Manāf, dem Urgroßvater des Propheten Mohammed. Die Haschemiten spielten als Scherifen in Mekka eine bedeutende Rolle. Seit dem 10. Jahrhundert ist die Kontrolle der Haschemiten als Scherifen über Mekka und Medina bezeugt. Dabei beherrschte die Linie der Hussainiden Medina und die Linie der Hassaniden Mekka. Das Oberhaupt der Hassaniden in Mekka führte ab da den Titel eines Großscherifen. Hauptaufgabe war die Organisation der jährlichen Pilgerzüge nach Mekka und die Sicherung der Pilgerkarawanen.

### Hessen
Im Haus Hessen sind alle Familienlinien des Hessischen Fürstenhauses Lothringen-Brabant zusammengefasst. Der Name ist vom germanischen Volksstamm der Chatten entlehnt, deren Name sich allmählich von Chatten über Hassi zu Hessen umgeformt hat.
Aus dem Haus Hessen kamen die Landgrafen, Herzöge, Kurfürsten und Großherzöge von Hessen, Hessen-Kassel oder Hessen-Darmstadt.

### Hohenzollern

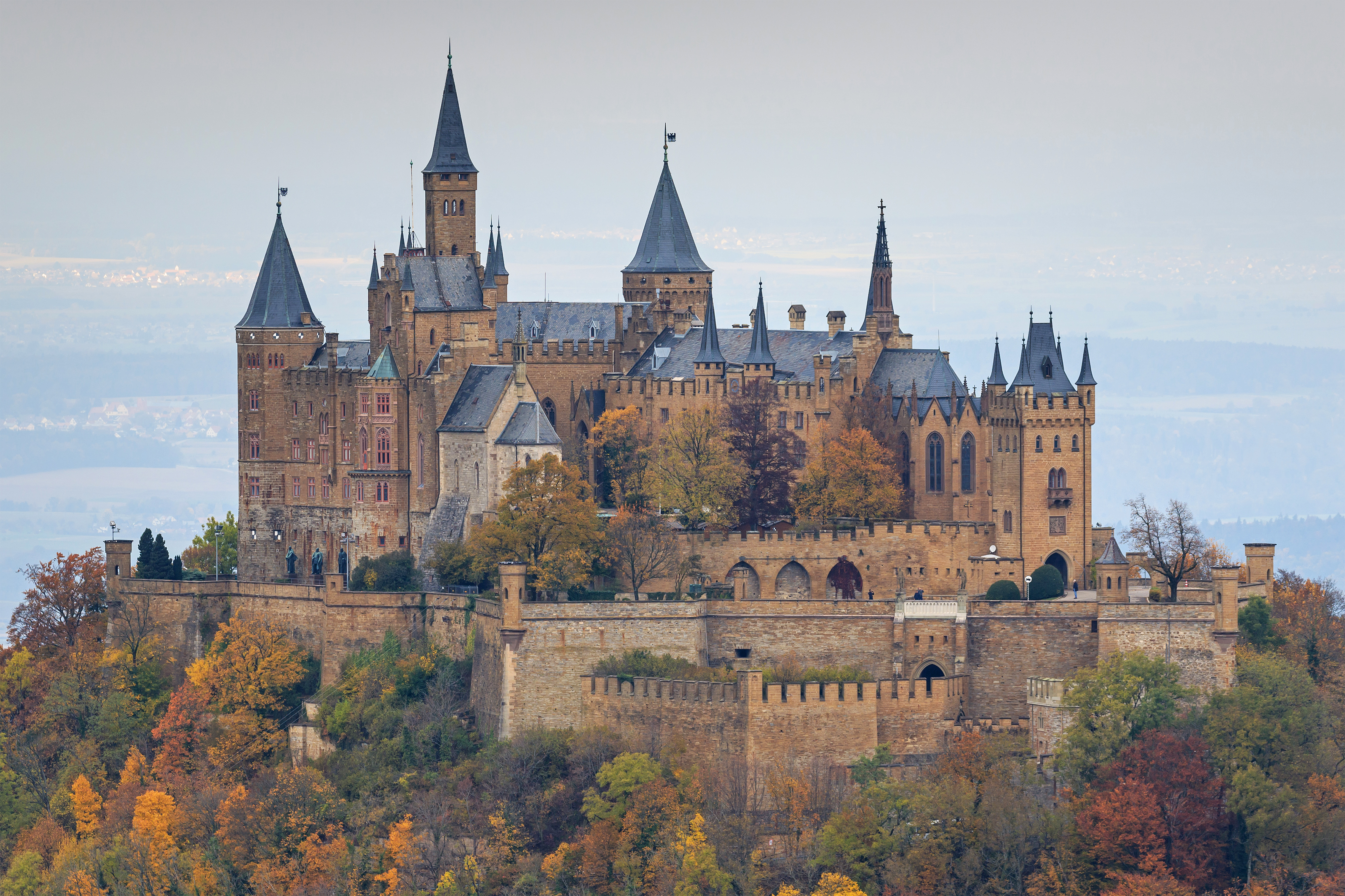
Burg Hohenzollern

Das Haus Hohenzollern war ein deutsches Fürstengeschlecht (um 1061 bis 1918), ursprünglich aus dem schwäbischen Raum. Die Stammburg Hohenzollern liegt auf der Gemarkung von Bisingen bei Hechingen im Zollernalbkreis in Baden-Württemberg.
Aus den Haupt- und Nebenlinien kamen
- die Grafen von Zollern (ab 1061), benannt nach der Zollernburg;
- die schwäbischen Grafen von Hohenzollern, Fürsten von Hohenzollern-Hechingen, Hohenzollern-Sigmaringen und Hohenzollern-Haigerloch, benannt nach ihren Residenzstädten;
- die fränkischen Burggrafen von Nürnberg, Fürsten und Markgrafen von Ansbach und Bayreuth, benannt nach ihren Residenzstädten;
- die brandenburgisch-preußischen Markgrafen, Kurfürsten, Herzöge, Könige und Deutschen Kaiser.

### Holstein-Gottorp
Schleswig-Holstein-Gottorf (oder Holstein-Gottorp) ist eine Linie des Fürstengeschlechtes Haus Oldenburg. Sie entstand 1544, als König Christian III. von Dänemark seine jüngeren Halbbrüder entschädigte: Johann residierte als Herzog in Hadersleben und begründete die Linie Schleswig-Holstein-Hadersleben. Als er 1580 kinderlos starb, wurde sein Anteil den beiden anderen Teilen wieder zugeschlagen. Adolf residierte auf Schloss Gottorf und begründete die Linie der Herzöge von Schleswig-Holstein-Gottorf. Ab 1586 stellten Mitglieder des Hauses Schleswig-Holstein-Gottorf die Fürstbischöfe von Lübeck.

### Hotaki
Die Hotaki-Dynastie (1709–1738) war eine kurzlebige paschtunische Dynastie und wurde 1709 von Mir Wais Hotak aus dem Stamm der Ghilzai aus Kandahar gegründet. Die Paschtunen (Persisch: Afghanen) sind ein ostiranisches Volk. Sie sind das staatstragende Volk in Afghanistan.

### Idrisiden
Die Idrisiden bildeten zwischen 788 und 985 die erste lokale arabische Dynastie im westlichen Maghreb und gelten somit als Begründer der Eigenstaatlichkeit Marokkos. Begründer der Dynastie war Idris ibn Abdallah (788–791) der seine Abstammung auf ʿAlī ibn Abī Tālib und Fātima zurückführte. Er wurde als Schiit von den sunnitischen Abbasiden verfolgt und floh 786 in den Maghreb, wo er in Marokko von den Berbern aufgenommen wurde.

### Jagiellonen
Die Jagiellonen waren eine europäische Dynastie, die von 1386 bis 1572 polnische Könige und Großfürsten von Litauen gestellt hatte. Auch waren sie ab dem 15. Jahrhundert auch ungarische und böhmische Könige. Als Gründer dieser Dynastie gilt der litauische Großfürst Jogaila, der als Władysław II. Jagiełło im Jahre 1386 durch Heirat mit der polnischen Königin Jadwiga den Thron zu Krakau bestieg.

### Japan
Japanisches Kaiserhaus, Liste der Tennō

### Jin-Dynastien
- Die Jin-Dynastie von 265 bis 420 war eine dynastische Periode in der Geschichte Chinas mit den Epochen der Westlichen Jin (265–316) und der Östlichen Jin (317–420).
- Die Jin-Dynastie von 1125 bis 1234 ist eine Fremddynastie in Nord-China, gegründet durch das tungusische Volk der Jurchen auf den Resten des Kitan/Liao-Reiches.

### Julier
Die Julier waren ein angesehenes altrömisches Patriziergeschlecht. Ihren Namen leiteten sie vom sagenhaften Stammvater Iulus ab, der Legende nach ein Sohn des trojanischen Adligen Aeneas und Gründer und erster König Alba Longas, der Mutterstadt Roms. Zur Dynastie gehörten Julius Caesar und (durch Adoption) Augustus.

### Julisch-Claudisches Haus
Der Doppelname der Julisch-Claudischen Dynastie leitet sich zum einen von Iulius, zum anderen von Claudius, dem Familiennamen von Livia Drusillas erstem Mann, Tiberius Claudius Nero, ab. Der Dynastie entstammen die römischen Kaiser Augustus, Tiberius, Caligula, Claudius und Nero.

### Kadscharen
Die Kadscharen waren eine Dynastie in Persien (1779–1929). Benannt ist sie nach dem Stammesnamen der Herrscherfamilie.

### Kalderasch
Kalderasch, beziehungsweise Kalderaš, ist die Bezeichnung einer Gruppe der Roma, die sich auf das Handwerk der Kupferschmiede spezialisiert hatte. Ein berühmter Angehöriger dieser schwedischen Kupferschmiede-Dynastie war Dimitri Taikon (1879–1950).

### Kapetinger

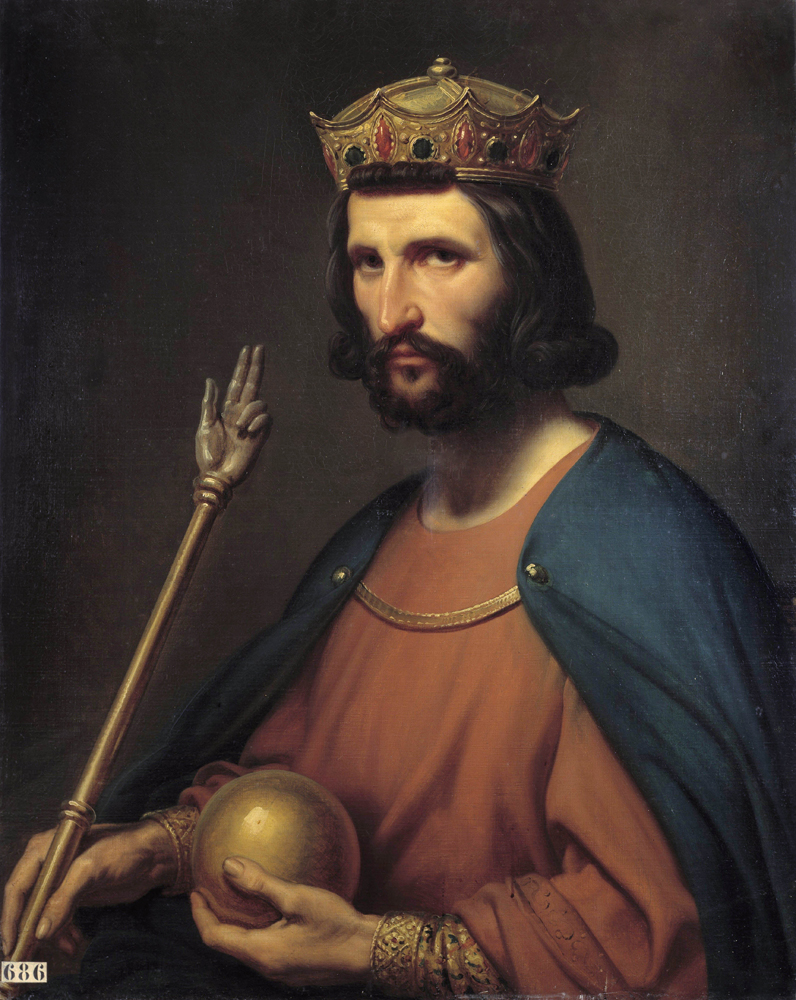
Hugo Capet

Die Kapetinger waren eine französische Herrscherdynastie. Das Haus Frankreich herrschte von 987 bis 1848 in Form eines Königtums über Frankreich. Im Jahre 987 war Hugo Kapet Herzog von Paris Herrscher über die Francie, einem Gebiet zwischen Seine und Loire. Als sein Vorgänger Ludwig V. ohne Nachkommen starb, wurde Hugo Capet durch eine Versammlung der Bischöfe und der wichtigsten französischen Bündnisfürsten (zu denen er gehörte) zum neuen König von Frankreich gewählt.

### Kara Kitai
Die Kara Kitai waren eine Dynastie, die ein Reich in Zentralasien (1128–1218). Sie stammen von Nomadenstämmen ab aus dem Reich der Kitan in Nordwestchina und der Mongolei.
Bei der Zerschlagung des Mongolenreichs in der Mandschurei floh ein Teil der Kitan westwärts und gründete um 1128 Kara Kitai unter dem Khan Yelü Dashi.

### Karachaniden
Karachaniden (türkisch Karahanlılar) ist eine turkstämmige Dynastie in Transoxanien, die 840–1212 in Zentralasien bestand. Der Dynastie-Name „Karachan“ leitet sich vom Kampfnamen Idat Shads ab, der 681 als Karakhan ⇔ „Schwarzer Herrscher“ gegen die Chinesen kämpfte.

### Karolinger
Der Name Karolinger, abgeleitet vom fränkischen Hausmeier Karl Martell, bezeichnet ein Herrschergeschlecht der Franken. Ahnherren der Karolinger sind Arnulf von Metz aus dem Geschlecht der Arnulfinger und Pippin der Ältere aus dem Geschlecht der Pippiniden. Die Karolinger herrschten bereits ab 639 mit Unterbrechungen im Frankenreich, jedoch nicht als Könige (die noch für mehr als ein Jahrhundert Merowinger waren), sondern als Hausmeier.

### Komitopuli
Das Haus Komitopuli war von 963 bis 1072 eine westbulgarische Dynastie. 963 soll eine Abspaltung eines Teiles des bulgarischen Reiches (um Ohrid) unter der Führung des Komes Schischman (Samuils Vater) mit Namen Nikola (963/969–972) erfolgt sein. Seine vier Söhne -die Kometopulai – sollen ihre Herrschaft unter Duldung der byzantinischen Kaiser begründet haben.

### Konradiner
Die Konradiner haben als Dynastie ihren Namen von einem ostfränkischen Grafengeschlecht aus dem 8. bis 11. Jahrhundert. Der ostfränkische König Konrad I. (881–918) war der bekannteste Vertreter.

### Konstantinische Dynastie
Die konstantinische Dynastie hat ihren Namen von den römischen Kaisern Constantius I. und Konstantin den Großen.

### Lancaster
Das Haus Lancaster ist eine Nebenlinie des Hauses Plantagenet und eine englische Königsdynastie. Lancaster ist eine ehemalige Stadt im Nordwesten Englands in der Grafschaft Lancashire (heute: City of Lancaster).

### Liao-Dynastie
Die Liao-Dynastie war eine durch das mongolische Volk der Kitan gegründete Fremddynastie in Nord-China (907–1125).

### Liechtenstein
Das Haus Liechtenstein zählt zu den ältesten Adelsfamilien Europas. Der Name kam von der Burg Liechtenstein südlich von Wien.
1136 wird mit Hugo von Liechtenstein die Familie erstmals erwähnt. Sie waren und sind die Fürsten von Liechtenstein (ab 1608).
Die derzeit regierenden derer von und zu Liechtenstein stammen von der steirischen Linie ab, deren berühmtester Vorfahre der Minnesänger Ulrich von Liechtenstein (Frauenburg-Unzmarkt und Ruine Liechtenstein in Judenburg) war.

### Liudolfinger
Die Liudolfinger, die auch Ottonen genannt werden, waren ein sächsisches Adelsgeschlecht und eine deutsche Herrscherdynastie. Namensgeber war der Graf in Sachsen Liudolf (806–866).
Sie regierten als Grafen im Stammesherzogtum Sachsen, als Herzöge des Stammesherzogtums Sachsen und als Könige und Kaiser des Heiligen Römischen Reichs von 919 bis 1024.

### Ludowinger
Die Ludowinger waren eine Herrscher-Dynastie im mittelalterlichen Thüringen und Hessen. Namensgeber war Graf Ludwig der Bärtige († 1056). Die Ludowinger waren Grafen und Landgrafen. Heinrich Raspe war ab 1246 ein deutscher Gegenkönig.

### Luxemburger
Das Haus Luxemburg oder auch Haus Limburg-Luxemburg waren ein deutsches Fürstengeschlecht, das mehrere römisch-deutsche Könige und Kaiser des Spätmittelalters stellte, u. a. Heinrich VII. (ab 1308) und Karl IV. (1349 bis 1378). Sie waren auch Herrscher des Königreichs Böhmen.
Die Dynastie hat ihre Bezeichnung von den Grafen von Luxemburg (unter anderem Heinrich VI. (1247)).

### Mojmiriden
Die Mojmiriden (slowakisch und tschechisch: Mojmírovci) waren die herrschende Dynastie des Mährerreiches im 9. und 10. Jahrhundert. Das Kerngebiet ihres Herrschaftsgebietes umfasste die historische Region Mähren und die heutige Slowakei.

### Meriniden
Die Meriniden (Beni Marin, arabisch: مرينيون marîniyûn oder بنو مرين banû marîn) waren eine Berberdynastie in Marokko und Spanien, die zwischen 1244 und 1465 herrschte.

### Merowinger
Die Merowinger sind das älteste fränkische Königsgeschlecht. Der Name ist abgeleitet von Merowech (oder Meroväus). Von ihm und seinen beiden Vorgängern ist außer legendenhaften Überlieferungen nichts bekannt.

### Ming-Dynastie
Die Ming-Dynastie herrschte von 1368 bis 1644 im Kaiserreich China. Der Name der Ming-Dynastie (明朝, Míngcháo, 1368 bis 1644) leitet sich von den Schriftzeichen 明 (míng = hell) + 朝 (cháo = Dynastie) her.

### Napoleoniden
Die Bonaparte (eigentlich Buonaparte) waren ursprünglich eine Patrizierfamilie aus Sarzana, die seit 1529 in Ajaccio (Korsika) nachweisbar ist und seit 1567 dort ihren Sitz hat. Seit der Krönung Napoléon Bonapartes zum Kaiser 1804 hatte sie den Rang des französischen Kaiserhauses. Mit den Eroberungen Napoleons wurden die Mitglieder seiner Familie auch in anderen Staaten als Herrscher installiert.

### Nassau
Das Haus Nassau war ein deutsches und europäisches Adelsgeschlecht. Der 1093 genannte Dudo-Heinrich von Laurenburg war vermutlicher Stammvater des Hauses. Vor der namensgebenden Burg Nassau in Nassau war die Burg Laurenburg ihr Herrschaftssitz.
Das Haus Nassau teilte sich schon früh in zwei Hauptlinien, die sog. Ottonische und die Walramische. Die Erstgenannte hatte ihre Besitzungen nördlich der Lahn, die allgemein als Grenze angesehen wurde.
Aus der Ottonischen Linie stammen die Nebenlinien Hadamar, Beilstein, Siegen, Diez, Breda und der Grafschaft Vianden. Heinrich III. (Nassau) erhält durch die Heirat mit Claudia von Châlons und Orange das Fürstentum Oranien in Südfrankreich. Die Söhne führten deshalb den Titel „Prinz von Oranien“.
Die Nassauer waren Statthalter in Friesland, Groningen und Drente, Erbstatthalter der Vereinigten Provinzen und seit 1815 Könige der Niederlande, in der sie heute noch fortbestehen, sowie 1702 König von England, Schottland und Irland.
Aus der Walramischen Linie stammte der deutsche König Adolf (regiert von 1292 bis 1298). Es bildeten sich die Nebenlinien Weilburg, Usingen, Saarbrücken, Idstein, Ottweiler, Sonnenberg. Durch den Nassauischen Erbvertrag erhielt der letzte Herzog von Nassau 1890 das Großherzogtum Luxemburg, in welchem die Linie noch heute fortbesteht.

### Nguyễn-Dynastie
Die Nguyễn-Dynastie (vietnamesisch Nhà Nguyễn, Hán nôm: 家阮) war eine Kaiserdynastie in Vietnam, sie herrschte von 1802 bis 1945. Sie war die einzige Herrscherlinie des Landes, die sich zu Kaisern krönte. Nguyễn 阮 ist dabei der Familienname der Kaiser.

### Oldenburg
Das Haus Oldenburg ist ein norddeutsches Fürstengeschlecht, dessen Ursprünge im so genannten Osnabrücker Nordland liegen, es wurde mit Egilmar I. um 1100 erstmals bezeugt. Die namensgebende Burg Aldenburg (Oldenburg) lag an der Hunte, wurde 1108 erstmals erwähnt und diente dem Grafen seit Mitte des 12. Jahrhunderts als Residenz.
Aus dem Haus Oldenburg kamen die Herzöge bzw. Großherzöge von Oldenburg und seit 1448 die Könige von Dänemark mit den Linien Schleswig-Holstein-Gottorf und Schleswig-Holstein-Sonderburg und zahlreichen Nebenlinien. Weiteres siehe bei Schleswig-Holstein.

### Oranien|Oranje-Nassau
Oranje-Nassau ist der Name des regierenden Königshauses der Niederlande. Ursprünglich stammt der Name Oranien von der burgundischen Grafschaft Oranien, dem späteren Fürstentum Orange, in der Rhoneebene im heutigen Frankreich.

### Osmanen
Bezeichnung für das Reich der Dynastie der Osmanen von ca. 1299 bis 1923. Die Osmanen herrschten über Teile von Asien, Afrika und Europa. Benannt nach dem Gründer Osman I.

### Ottonen

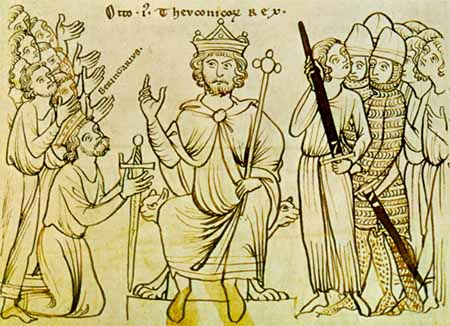
Ottos I. Sieg über Berengar II.

Die Liudolfinger, die auch Ottonen genannt werden, waren ein sächsisches Adelsgeschlecht und eine deutsche Herrscherdynastie. Insgesamt regierte diese Familie das Heilige Römische Reich Deutscher Nation länger als ein Jahrhundert (919–1024). Begründer des Adelsgeschlechts war Graf Liudolf († 866). Die Bezeichnung Ottonen geht auf die drei liudolfingischen Kaiser zurück: Otto I., Otto II. und Otto III.

### Pahlavi
Die Pahlawis waren eine Herrscherdynastie, die von 1926 bis 1979 Schahs (Kaiser) von Persien waren. Namensgeber war Reza Schah Pahlavi, der als Reza Khan zuvor General und Verteidigungsminister war und der sich als Schah Reza den Dynastie-Titel Pahlavi – der Heroische – zulegte.

### Piasten
Die Piasten waren eine polnische Herrscherdynastie, die zahlreiche Herzöge (960–1295) und Könige (1295–1370) von Polen und Herzöge von Schlesien, Liegnitz, Oppeln, Brzeg bzw. Brieg und Wołów bzw. Wohlau (1163–1675) hervorgebracht hat und deren Ursprung im 9. Jahrhundert beim westslawischen Stamm der Polanen lag.
Der Name Piasten bezieht sich auf ihren legendären Stammvater Piast der Rademacher (polnisch Piast Kołodziej) (ca. 840–870). Der Name Piast könnte auf die Tätigkeit als Rademacher (polnisch piasta für Nabe) hindeuten. Eine andere Erklärung knüpft an das polnische piastun, das für Pfleger, Betreuer, oder Vormund steht.
Die Dynastiebezeichnung wurde von Adam Naruszewicz (1733–1796) geprägt und von den Angehörigen des Herrschergeschlechts nie selbst geführt.

### Pippiniden
Pippiniden ist die Bezeichnung für die frühesten bekannten Angehörigen der später als Karolinger bezeichneten fränkischen Herrscherfamilie. Das Machtzentrum der Pippiniden lag in Austrasien, nördlich der Ardennen, wo sie über ausgedehnten Grundbesitz und zahlreiche Klienten verfügten. Namensgeber und zugleich ältester bekannter Vertreter ist Pippin der Ältere. Er ermöglichte es der Familie, die Hausmeier im Reich der Merowinger zu stellen und damit die eigentliche Herrscherfamilie zu entmachten. Die Hochzeit von Pippins Tochter Begga mit dem Arnulfinger Ansegisel, dem Sohn von Pippins engstem Verbündeten Arnulf von Metz, sicherte seine Politik auch familienpolitisch ab.

### Plantagenet
Das englische Königshaus Haus Plantagenet geht zurück auf Graf Gottfried V. von Anjou, genannt Plante Genêt (1139–1151), seit 1144 Herzog der Normandie. Das Königshaus stellte von 1154 bis 1399 in direkter Linie den englischen König. Das Emblem des Hauses, der Ginsterzweig (frz.: plante genêt, lat.: planta genista) war der Namensgeber.

### Popponen
Die Popponen war die Dynastie der Fränkischen, bzw. älteren Babenberger. Benannt wurde sie nach Graf Poppo (frühes 9. Jahrhundert). Sie waren Grafen im Grabfeld, Markgrafen in Franken, Markgrafen und Herzog von Thüringen (880–892).

### Přemysliden
Die Přemysliden waren ein böhmisches Herrschergeschlecht. Sie waren als Fürsten, Herzöge und Könige vom 9. Jahrhundert bis 1306 in Böhmen an der Macht.
Die Přemysliden sollen Nachkommen des sagenhaften Stammvaters Přemysl der Pflüger sein.

### Qin-Dynastie
Die Qin-Dynastie (秦朝, Qínchao) entstand aus dem Herzogtum bzw. Königreich von Qin (existent seit etwa 897 v. Chr.) und einigte unter Fürst Yíng Zhèng alias Qin Shihuangdi 221 v. Chr. ganz China, so dass das chinesische Kaiserreich entstand. Von Qin stammt das deutsche Wort China.

### Qing-Dynastie

Frühe Flagge der Qing-Herrscher (dreieckig)

Die Qing-Dynastie (mandschurisch daicing gurun; chinesisch 清朝, Pinyin qīng cháo, W.-G. ch’ing ch’ao) ist eine von den Mandschu unter Nurhaci 1644 gegründete Dynastie in China, daher auch Mandschu-Dynastie genannt, welche die Ming-Dynastie ablöste. Der Name Qing bedeutet „rein“.

### Rjurikiden
Der Name Rjurikiden (Rurikowitschi) bezeichnet eine russische Dynastie, die auf den Waräger Rurik (russisch Rjurik) zurückgeht. Die Rurikowitschi gehörten den Rus an, der skandinavischstämmigen Führungsschicht, die sich seit der Mitte des 9. Jahrhunderts unter den Ostslawen niedergelassen und das Reich der Kiewer Rus gegründet hatte.

### Romanow

Flagge der Romanow

Die Romanow waren nach den Rjurikiden die zweite Dynastie, aus der die russischen Zaren hervorgingen. Anders als bei den meisten russischen Namen wird „Romanow“ auf der zweiten Silbe betont (ro’ma:nof). Ihr Ahnherr ist der Bojar Andrej Kobyla, der zur Zeit des Großfürsten Simeon Iwanowitsch (14. Jahrhundert) lebte. Seit dem Beginn des 16. Jahrhunderts nannte sich die Familie Sacharin-Jurjew. Anastasia Romanowna Sacharina wurde die Frau von Iwan IV. und ihr Bruder Nikita Romanowitsch hatte eine einflussreiche Stellung am Zarenhof. Seitdem hieß die Familie Romanow.

### Saadier
Die Saadier waren die „Erste Scherifen-Dynastie“ (1549–1664) (Scherif: religiöser Titel der Nachkommen Mohammeds) im Maghreb (Algerien, Marokko und Tunesien sowie teilweise Libyen und Mauretanien).

### Sachsen-Coburg und Gotha
Das Haus Sachsen-Coburg und Gotha ist ein deutsches und europäisches Fürstengeschlecht und das von 1826 bis 1918 regierende Geschlecht im namensgebenden Herzogtum Sachsen-Coburg und Gotha.
Es handelt sich um eine jüngere Nebenlinie der Ernestinischen Wettiner. Der letzte Herzog von Sachsen-Gotha-Altenburg verstarb 1826 ohne männlichen Erben. Seine Ländereien wurden daher unter seinen ernestinischen Verwandten aufgeteilt. Herzog Ernst I.  (* 2. Januar 1784 in Coburg; † 29. Januar 1844 in Gotha), vormals Herzog von Sachsen-Coburg-Saalfeld, war der erste Herzog des jungen Herzogtums und nannte sich um in Ernst I. von Sachsen-Coburg und Gotha. Neben dem Herzogtum Sachsen-Coburg und Gotha herrschte die Dynastie ebenfalls in Belgien (dort heute noch), Bulgarien, Großbritannien (dort heute noch, allerdings als Haus Windsor) und Portugal.

### Safawiden
Safawiden (auch Safaviden oder Safawiya) war der Name einer Dynastie in Persien, die von 1501 bis 1736 regierte und den schiitischen Islam als Staatsreligion etablierte. Es ist nicht ganz geklärt, ob die Dynastie persischer oder kurdischer Herkunft war. Frühere Behauptungen, die Dynastie sei turkstämmig gewesen, haben sich als falsch erwiesen. Die Ursprünge der Dynastie lassen sich bis auf Scheich Safi ad-Din Ardabili (* 1252; † 1334) zurückverfolgen, der 1301 einen Sufi-Orden in Ardabil gründete, der sich ab der Mitte des 15. Jahrhunderts zunehmend militarisierte (Siehe auch: Safawiyya).

### Saffariden
Saffariden waren eine persische Dynastie in Chorasan und Teilen Transoxaniens (861–1383). Der Abenteurer Yaqub ibn Laith, genannt as-Saffar (der Kupferschmied), gründete um die Mitte des 9. Jahrhunderts aus ostiranischen Milizverbänden und anderen bewaffneten Gruppen eine starke Militärmacht. Er baute eine Herrschaft in Sistan (das heutige Grenzgebiet zwischen Iran und Afghanistan) auf und begann mit der Eroberung von Chorasan.

### Bū-Saʿīd-Dynastie
Die Bū-Saʿīd-Dynastie ist die herrschende Dynastie in Oman seit 1746. Sie ist benannt nach Ahmad ibn Said (1746–1783), der 1747 die letzten persischen Truppen vertrieb und 1749 zum Imam der Ibaditen gewählt wurde.

### Salier
Die Salier (von althochdeutsch sal: „Herrschaft“ oder Latein salii: „Salzmeerbewohner“) waren ein fränkisches Adelsgeschlecht im Heiligen Römischen Reich des 10. bis 12. Jahrhunderts. Der Beiname erscheint erstmals Anfang des 12. Jahrhunderts als rex salicus oder reges salici. Vermutlich bezog der Chronist Otto von Freising diesen Namen in Erinnerung an den Merowinger Chlodwig auf alle vornehmen Adelsfamilien rechts des Rheins. Später bezog sich der Name dann nur noch auf Kaiser Konrad II. und seine Nachkommen.

### Samaniden
Die Samaniden waren eine persische Dynastie in Transoxanien und Chorasan, die von 819 bis 1005 regierte. Der Stammvater der Dynastie, Saman Chuda, entstammte einer altiranischen Priesterfamilie aus Balch und war, nach Behauptungen der Dynastie selbst, ein Nachkomme Bahram Tschobins, einem General der Sassaniden.

### Sassaniden
Der Name des Sassanidenreiches leitet sich von der letzten altpersischen Dynastie der Sassaniden (richtiger: Sasaniden) ab. Diese wiederum führten ihre Herkunft auf einen historisch kaum fassbaren Stammvater zurück, einen gewissen Sasan, der um 200 n. Chr. Oberpriester im Feuerheiligtum der Anahita in Istachr gewesen sein soll. Mit sehr wenigen Ausnahmen (erster Fall: Bahram Tschobin 590) gehörten bis zum Schluss sämtliche Könige der Familie der Sassaniden an. In der historischen Literatur wird der Begriff Sassaniden außer auf das Herrschergeschlecht auch auf die Bevölkerung ihres Reiches angewandt.

### Savoyen
Das Haus Savoyen ist eine Dynastie, die seit dem Hochmittelalter über das Territorium Savoyens und des Piemont herrschte und zwischen 1861 und 1946 die Könige Italiens stellte.

### Schleswig-Holstein
Aus dem Haus Oldenburg (s. dort) entstammen ab 1448 die Dynastien der königlich-dänischen Linien Schleswig-Holstein-Gottorf und Schleswig-Holstein-Sonderburg mit den Nebenlinien Schleswig-Holstein-Sonderburg-Augustenburg, Holstein-Sonderburg-Glücksburg und u. a. Schleswig-Holstein-Plön.
Deren Namen ergaben sich aus den jeweiligen Residenzen wie Schloss Gottorf in Schleswig, Schloss Sonderburg in der süddänischen Stadt Sonderburg, Schloss Augustenburg in Augustenborg auf der Insel Alsen in Dänemark, Schloss Glücksburg in Glücksburg an der Flensburger Förde und Schloss Plön in Plön.
Von diesen Linien stammen nicht nur die Könige von Dänemark und Norwegen (ab 1905) ab, sondern früher die Herzöge in Schleswig und in Holstein und die Könige von Griechenland (1863–1947).

### Seldschuken
Die Seldschuken – so genannt nach ihrem Führer Seldschuk (um 1000) – entstammten dem oghusischen Stamm der Kınıklar, der sein Siedlungsgebiet östlich des Aralsees (Gebiet des heutigen Kasachstan und Usbekistan) hatte. Seldschuk Khan trat nach dem Tode seines Vaters in die Dienste des Oghus-yabgu, dem Herrscher der Oghusen. Er wurde dessen Söldner im Kampf gegen die Chasaren, doch schon bald überwarf er sich mit dem Oghusenherrscher.

### Seleukiden

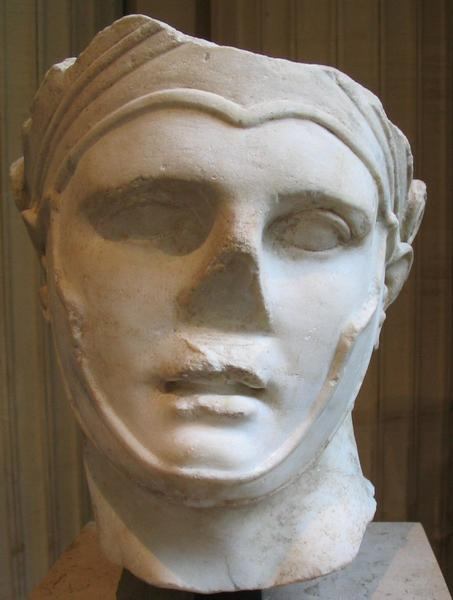
Seleukos I.

Die Dynastie der Seleukiden wurde nach dem Tod Alexanders des Großen durch seinen Feldherrn Seleukos I. Nikator um 312 v. Chr. (Einnahme Babylons) begründet. Das Reich der Seleukiden zählte zu den so genannten Diadochenreichen und erstreckte sich in seiner größten Blüte von Kleinasien, Syrien, Babylonien, Persien bis zum Industal. Zeitweise gehörten auch Palästina und Phönizien zum Seleukidenreich.

### Severer
Die Severer eine römische Dynastie benannt nach Kaiser Septimius Severus. Sie regierten von 193 bis 235.

### Shang-Dynastie
Die Shang-Dynastie war die zweite Dynastie in der chinesischen Geschichte. Sie regierte China zwischen dem 16. Jahrhundert v. Chr. bis etwa zum 11. Jahrhundert v. Chr. Der Name leitet sich ab von König Tāng von Shang in China († 1742 v. Chr.), als Führer des Shang-Stamms.

### Song-Dynastie
- Die Frühere Song-Dynastie bezeichnet eine Epoche des chinesischen Kaiserreichs, die von 420 bis 479 dauerte.
- Die Song-Dynastie war von 960 bis 1279 die herrschende Dynastie im Kaiserreich China. Sie teilt sich in die „Nördliche“ und „Südliche“ Song-Dynastie.

### Staufer (Hohenstaufen)

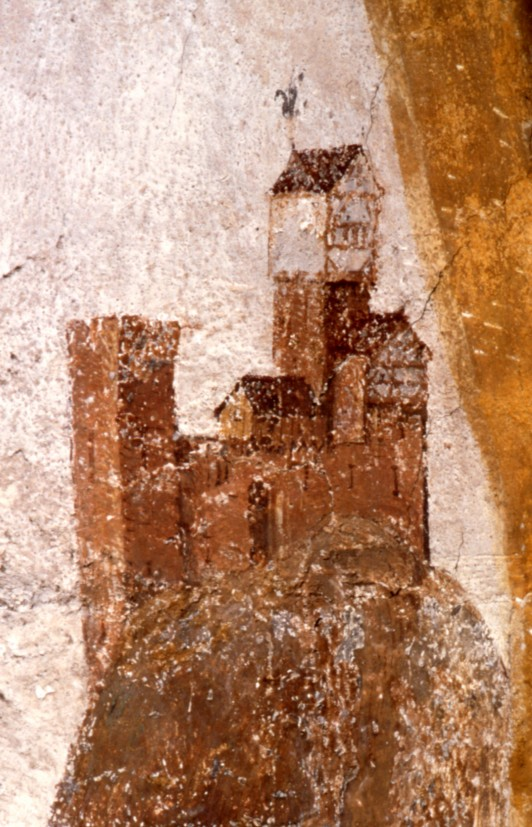
Älteste Abbildung der Burg Hohenstaufen

Die Staufer (früher auch Hohenstaufen genannt) waren ein schwäbisches Adelsgeschlecht, das im 12. und 13. Jahrhundert mehrere deutsche Könige und Kaiser stellte. Der Name „Staufer“ leitet sich von der Burg Stauf auf dem Hohenstaufen (am Nordrand der Schwäbischen Alb bei Göppingen) ab.
Die Staufer waren Pfalzgrafen in Schwaben, Herzöge von Schwaben sowie Könige und Kaiser des Heiligen Römischen Reiches von 1138 bis 1254.

### Stuart
Das Haus Stuart (ursprünglich Stewart) regierte Schottland seit 1371 und England seit 1603. Die Stuarts gingen aus der anglonormannischen Familie Fitz-Allan hervor, die am schottischen Königshof das erbliche Amt des Truchsessen (englisch: Steward) innehatte.

### Sui-Dynastie
Die Sui-Dynastie war eine Dynastie des Kaiserreichs Chinas von 581 bis 618 (siehe auch: Kaiser der Sui-Dynastie).

### Tahiriden
Die Tahiriden waren eine persische Dynastie in Chorasan und Transoxanien von 820 bis 873. Tahir diente al-Ma'mūn, einem Sohn von Harun ar-Raschid, der bei der Erbteilung des Kalifats 809 Chorasan zugewiesen bekam. Bei Ausbruch des Bürgerkriegs mit dem Kalif al-Amīn besiegt Tahir als General dessen Truppen, eroberte 813 Bagdad und rief al-Mamun zum Kalifen aus. Nachdem Tahir 820 zum Statthalter in Chorasan ernannt worden war, macht er sich 821 unabhängig, obwohl er weiter die Oberhoheit der Abbasiden als Kalifen anerkannte.

### Tang-Dynastie
Die Tang-Dynastie war eine chinesische Kaiserdynastie, die von 618 bis 907 an der Macht war. (Siehe auch: Kaiser der Tang-Dynastie)

### Theodosianische Dynastie
Die langlebigste Dynastie des spätrömischen Reiches, die theodosianische Dynastie, wurde benannt nach dem römischen Kaiser Theodosius I.

### Timuriden
Die Timuriden (Persisch: تيموريان Tīmūriyān) waren eine muslimische Dynastie mongolischer Herkunft, die von 1363 bis 1506 in Zentralasien herrschte, wobei die Zentren ihrer Herrschaft im Gebiet der heutigen Staaten Afghanistan, Iran und Usbekistan lagen.
Begründer der Dynastie war Timur (1336–1405), der mit dem türkisierten Mongolenstamm Barlas seit 1363, im Bündnis mit verschiedenen Machthabern, mit der Unterwerfung von Transoxanien begann. 1370 in Transoxanien allgemein als Herrscher anerkannt, regierte er im Namen der Tschagatai-Khane, die aber völlig entmachtet wurden (bis 1402/03).

### Trpimirović
Die Trpimirović waren eine kroatische Herrscherdynastie, die mit Unterbrechungen in Kroatien im Mittelalter im Zeitraum von 845 bis 1091 herrschte. Die Namensbezeichnung stammt vom ersten Herrscher der Dynastie, Fürst Trpimir I. Bedeutendster Herrscher war Tomislav, der erste König Kroatiens (910–928).

### Tudor

Haus Tudor

Haus Tudor ist der Name eines walisischen Geschlechtes auf dem englischen Königsthron von 1485 bis 1603. Der erste englische Tudor-König Heinrich VII. führte seinen Anspruch auf den Thron über seine Mutter Margareth Beaufort auf den 1377 gestorbenen König Eduard III. Plantagenet zurück. Vater Heinrichs war Edmund Tudor, Earl of Richmond, Sohn des Owen Tudor.

### Tuluniden
Die Tuluniden, die erste unabhängige Dynastie im islamischen Ägypten (868–905), ist nach Ahmad ibn Tulun (868–884) benannt worden, der 868 vom türkischen Sklaven zum Statthalter in Ägypten aufstieg.

### Umayyaden
Die Umayyaden waren eine Dynastie von Kalifen, die von 660 bis 750 Oberhäupter des sunnitischen Islam waren. Nach ihrer Vertreibung aus dem Orient gründeten sie 756 das Emirat von Córdoba. Sie waren die erste Dynastie von Kalifen, die nicht eng mit Mohammed verwandt waren. Wie dieser stammten sie jedoch vom selben Stamm, den Quraisch aus Mekka. Benannt ist die Dynastie nach Muʿāwiyas Urgroßvater Umayya ibn Abd Shams.

### Valois
Valois und seine Nebenlinien Valois-Orléans und Valois-Angoulême sind die Namen einer französischen Herrscherdynastie (Königshaus). Sie ging hervor aus einer Nebenlinie der Kapetinger, die sich nach ihrem hauptsächlichen Besitz, der Grafschaft Valois, benannte.
Zum Haus Valois gehörten die 13 Könige von Philipp VI. (1328–1350) bis Heinrich III. (1574–1589).

### Wasa

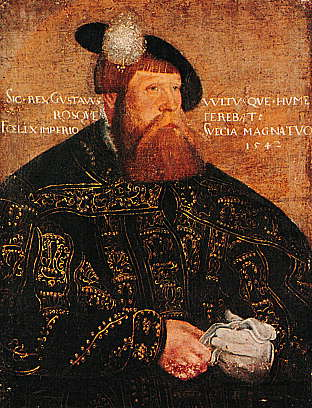
Gustav I. Wasa

Die Wasa war ein schwedisches Königshaus von 1521 bis 1654 und ein polnisches Königshaus von 1587 bis 1668. Die schwedische Grafenfamilie Wasa stellte mit Gustav Eriksson, dem späteren Gustav I. Wasa, nach der Trennung von Dänemark den ersten König von Schweden nach der Kalmarer Union. Den Namen Gustav Wasa bekam er erst im 17. Jahrhundert, zu Lebzeiten war er als Gustaf Eriksson und König Jösta bekannt.

### Welfen
Die Welfen – auch als Haus Hannover bezeichnet – waren ein fränkisches Adelsgeschlecht. Die Dynastie wurde nach dem fränkischen Grafen Welf I. (819) bezeichnet.
Welfen regierten das Königreich Burgund (888–1032), das Herzogtum Kärnten (1047–1055), das Herzogtum Bayern (1070–1180), das Stammesherzogtum Sachsen (ab 1106) und die verschiedenen Nachfolgeherzogtümer wie das Fürstentum Calenberg, das Herzogtum Braunschweig-Lüneburg (ab 1235), das Kurfürstentum Braunschweig-Lüneburg (1692 bis 1814) und das Königreich Hannover (1814 bis 1866).
Otto IV. war zudem deutscher König und Kaiser (1198–1218)
Sie waren Könige des Königreichs Großbritannien und Irland (1715 bis 1830) für fünf Generationen in Personalunion mit Hannover.

### Wessex
Dem Haus Wessex entstammen die angelsächsischen Könige von Wessex und später von ganz England. Namensgeber war Wessex („West-Sachsen“), einst angelsächsisches Königreich und heute Landschaft im Süden und Südwesten Englands, welches die alten Grafschaften Cornwall, Devon, Dorset, Gloucestershire, Oxfordshire, Somerset, Wiltshire, Berkshire und Hampshire umfasst.

### Wettiner

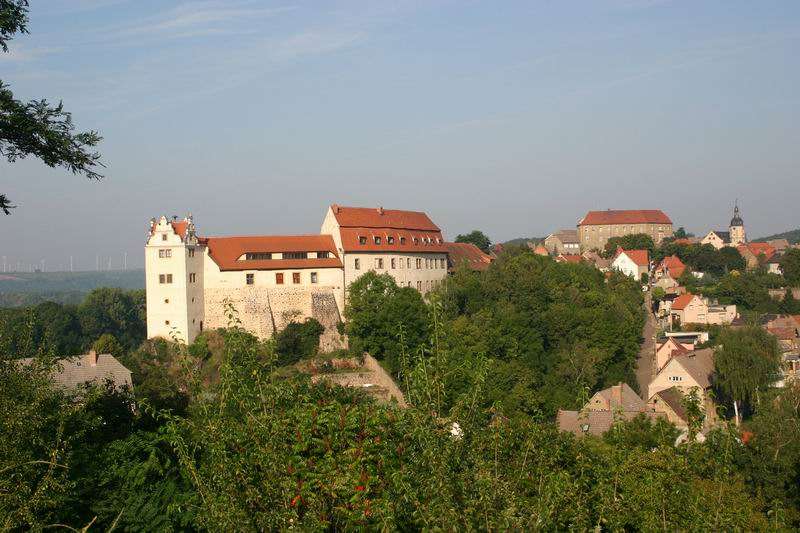
Burg Wettin

Die Wettiner regierten das Gebiet des heutigen Sachsen und Teile des heutigen Thüringen mehr als 800 Jahre. Der Name stammt von der Burg Wettin bei Halle (Saale) in Sachsen-Anhalt.
Das Fürstenhaus der Wettiner war eines der ältesten deutschen Adelsgeschlechter. Sie waren Grafen in mehreren Grafschaften, Markgrafen von Meißen und Lausitz, Landgrafen von Thüringen, sowie Herzöge, Kurfürsten und Könige von Sachsen (1806–1918), Könige von Polen (1696–1763), sowie Könige von Portugal, Bulgarien, Vereinigtes Königreich (siehe Windsor) und Belgien.

### Windsor
Das Haus Windsor (ab 1917) ist das britische Königshaus. Wegen des innenpolitischen Druckes während des Ersten Weltkrieges mit Deutschland (Erster Weltkrieg) änderte König Georg V. am 17. Juli 1917 den seit 1840 deutschen Namen Haus Sachsen-Coburg und Gotha in den jetzigen Namen Windsor. Er steht für die kleine englische Stadt Windsor in der Grafschaft Berkshire, wo sich Windsor Castle, die Residenz der königlichen Familie, befindet.

### Wittelsbacher
Die Wittelsbacher, eines der ältesten Adelsgeschlechter in Bayern und in Deutschland, stammen von den Luitpoldingern ab. Der Graf Otto VIII. von Scheyern (um 1117–1183) zugleich Graf oder Pfalzgraf von Wittelsbach und Pfalzgraf von Bayern und schließlich Herzog von Bayern/Wittelsbach (ab 1180) ist seit 1115 Namensgeber der Dynastie. Die Wittelsbacher Burg in Oberwittelsbach, einem Stadtteil von Aichach, war Stammsitz der Dynastie.
Sie waren Grafen (ab 1014), Pfalzgrafen, Markgrafen, Herzöge von Bayern, Zweibrücken, Jülich und Berg, Kurfürsten von der Pfalz, von Bayern (1623–1777), Kurfürsten von Köln (1583–1761), Kurfürsten von Kurpfalz-Bayern (1777–1806) und Könige von Bayern (1806–1918), aber auch Könige von Ungarn (1305–1312), Schweden (1654–1720) und Griechenland (1832–1862) sowie drei Mal Könige und Kaiser des Heiligen Römischen Reiches.

### Württemberger
Die Dynastie der Württemberger, deren Stammburg Württemberg und das bis 1918 beherrschte Land Württemberg tragen denselben Namen. Die Dynastie stellte seit dem 12. Jahrhundert nacheinander die Grafen, ab 1495 die 15 regierenden Herzöge, 1803 bis 1806 den Kurfürsten und von 1806 bis 1918 die vier Könige des Landes.

### Xia-Dynastie
Die Xia-Dynastie (chin. 夏朝, Xiàcháo) ist die erste dokumentierte Dynastie in der chinesischen Geschichte. Sie existierte möglicherweise zwischen ca. 2200 v. Chr. bis ca. 1800 v. Chr. Das Schriftzeichen 夏 xià bedeutet heute Sommer.

### Yaruba-Dynastie
Die Yaruba-Dynastie war eine Dynastie der Imame von Oman (1624–1743). Durch das hohe Prestige von Nasir ibn Murshid wurde in der Folgezeit das Amt des Imams, erstmals in der omanischen Geschichte, innerhalb einer Familie „erblich“. Nur noch Mitglieder des Yaruba-Clans wurden zu Imamen gewählt.

### Ynglinge
Die Ynglinger oder „Inglinger“ waren das älteste Königsgeschlecht in Schweden. Unter ihrem zweiten historisch belegten König, Olof Skötkonung, hielt das Christentum Einzug in die Region.

### York
Das Haus York ist ein englisches Königshaus, das in der zweiten Hälfte des 15. Jahrhunderts mit dem Haus Lancaster um die englische Krone stritt. Sowohl die Yorks als auch die Lancasters waren Nebenlinien des englischen Königshauses Plantagenet. Die Differenzen führten gegen Ende zum Rosenkrieg. Dieser Krieg wird so bezeichnet, weil beide Häuser Rosen im Wappen haben, die Yorks eine weiße und die Lancasters eine rote. Die Gründung des Hauses York wird auf das Jahr 1385 datiert, als für Edmund of Langley, den fünften Sohn von König Eduard III., der Titel eines Duke of York geschaffen wurde. Richard of York, 3. Duke of York, war ein Enkel des ersten Duke of York und erhob Anspruch auf den englischen Thron, den zur damaligen Zeit Heinrich VI. innehatte.

### Yuan-Dynastie
Yuan-Dynastie (chin. 元朝, yuán cháo) ist der chinesische Name des 1279–1368 über China regierenden mongolischen Kaiserhauses. Die Dynastie wurde 1279 durch Dschingis Khans Enkel Kublai Khan proklamiert. Übersetzt bedeutet 元 Yuán „Ur-Anfang“.

### Zähringer
Das mit den Staufern verwandte schwäbische Fürstengeschlecht der Zähringer nannte sich seit Ende des 11. Jahrhunderts nach seiner Burg Zähringen bei Freiburg im Breisgau. Sie waren Grafen, Markgrafen von Baden (1112–1918) und von Verona, Herzöge von Teck, von Zähringen und von Schwaben.

### Zand-Prinzen
Zand-Prinzen, Dynastie lurischer Abstammung in Persien (1750–1794). Nach der Ermordung von Nadir Schah 1747 brachen erneut Machtkämpfe in Persien aus. In diesem setzte sich Karim Khan-e Zand (1750–1779) in Südpersien durch und errichtete seine Residenz in Schiras.

### Zhou-Dynastie
Die Zhou-Dynastie (周朝; Zhōu Cháo) wird in eine westliche Dynastie mit der Hauptstadt Zongzhou/Hao (zirka 1122/1045–770 v. Chr.) und in eine östliche Dynastie mit der Hauptstadt Chengzhou bei Luoyang (770–256 v. Chr.) unterteilt. Die Trennlinie ist ein Einfall von Nomaden, die 771 den König You töteten und die Hauptstadt plünderten. Der letzte Yin-König Zhouxin (1154–1122 v. Chr.) war ein Tyrann. Er verlor viele Anhänger und musste sich mit den Huai-Barbaren auseinandersetzen, was der Zhou-Fürst Wen bzw. sein Nachfolger König Wu zum Einmarsch in Henan ausnutzten.

### Ziyariden
Die Ziyariden (auch Sijariden) sind eine persische Dynastie in der Zeit von 928–1090 im nordiranischen bzw. Tabaristan – der heutigen Provinz Mazandaran im Iran. Begründer der Dynastie wurde Mardawi ibn Ziyar (928–935). Er konnte mit dem Niedergang des Kalifats der Abbasiden in Tabaristan und Gilan, an der Südküste des Kaspischen Meeres, mit Unterstützung der Samaniden eine eigenständige Herrschaft begründen. Zeitweise eroberte er auch Isfahan und Fars, doch machten sich seine Truppen anno 935 unter den Söhnen des Generals Abu Shudja Buyah selbständig und begründeten die Dynastie der Buyiden.

### Zrinski
Zrinski ist der Name eines kroatisch-ungarischen Adelsgeschlechts (1347–1670). Es stammte aus dem kroatischen Geschlecht Šubić, die sich seit 1347 nach dem Schloss Zrin bei Zrin Grafen von Zrin nannten. Vier Mitglieder der Dynastie waren Bane von Kroatien.